# Antonio Maria Pallavicino

Stemma dei Pallavicino

Antonio Maria Pallavicino (Busseto, ... – Amboise, 14 novembre 1516) è stato un condottiero e politico italiano, fu marchese di Busseto.

## Biografia
Era figlio di Pallavicino Pallavicini e di Caterina Fieschi di Genova.
Militò sotto le insegne di Ludovico il Moro e nel 1495 partecipò alla battaglia di Fornovo. Nello stesso anno battezzò il piccolo Francesco, figlio del duca Ludovico e di Beatrice d'Este.
Per conto del duca di Milano fu inviato in Francia come diplomatico. Nel 1499 fu nominato governatore di Tortona e impiegato nella difesa della città contro i francesi: passò nell'occasione ai loro stipendi. Alla caduta di Ludovico il Moro, il Pallavicino entrò in Milano al seguito dei francesi, comandati da Gian Giacomo Trivulzio. Luigi XII di Francia, per compensarlo dei suoi servizi, nel 1499 gli sonò il feudo di Cassano d'Adda, lo nominò cavaliere dell'Ordine di San Michele e lo investi del feudo di Borgo San Donnino. Visse sempre a Milano fino al 1512 quando, cacciati i francesi, fu costretto a seguirli in patria. Nel 1513 affiancò Louis de la Trémoille al comando delle truppe francesi nella riconquista di Milano. Subita la sconfitta dei francesi nella battaglia di Novara il 6 giugno 1513, Antonio Maria si ritirò nuovamente in Francia. Il nuovo re Francesco I di Francia continuò la guerra ai milanesi, sancendo il possesso della Lombardia dopo la battaglia di Marignano del 1515.Il re gli confermò il possesso perpetuo di Castel San Giovanni. Dal 2 novembre 1515 fino al 12 agosto 1516, Antonio Maria venne impiegato come ambasciatore dei francesi presso papa Leone X.
Morì ad Amboise il 14 novembre 1516.

## Discendenza
Pallavicino sposò in prime nozze Isabella Borromeo.
Sposò in seconde nozze Ambrosina Marliani; ebbero quattro figli:
- Chiara, sposò nel 1510 Giambattista Pusterla
- Ugolino (?-prima del 1518)
- Laura
- Pallavicino (?-2 novembre 1522[5]), marchese di Busseto, sposò Elena di Jacopo Salviati, nipote di papa Leone X, da cui ebbe un'unica figlia:
  - Luigia (?-1552), moglie in prime nozze di Gianfrancesco "Cagnino" Gonzaga, signore di Bozzolo e in seconde nozze di Sforza I Sforza, conte di Santa Fiora.

Sposò in terze nozze Elisabetta Trivulzio, figlia di Gian Giacomo Trivulzio.
Ebbe anche due figli naturali da Caterina di Francesco Leopardi:
- Carlo, investito conte di Nesso, Dongo, Gravedona, Surigo e Rezzonico da Luigi XII di Francia il 6 ottobre 1507[6]
- Eleonora (?-1560), sposò Francesco de Palmia